# شام سور مرن
شهر شام سور مرن (به فرانسوی: Champs-sur-Marne) در شهرستان سنه مرن در ناحیه ایل-دو-فرانس با جمعیت ۲۴٬۴۹۹ نفر در کشور فرانسه واقع شده‌است